# Vladas Damulevičius
Vladas Damulevičius (* 27. August 1955 in der Oblast Irkutsk, Sowjetunion) ist ein litauischer Politiker, Vizebürgermeister von Šiauliai.

## Leben
Nach dem Abitur an der Mittelschule absolvierte Damulevičius 1979 das Diplomstudium des Bauingenieurwesens an der Institut für Bauwesen in Vilnius. Von 2001 bis 2002 war er stellvertretender Bürgermeister von Šiauliai und danach Gehilfe des Seimas-Mitglieds Vidmantas Žiemelis. Von 2008 bis 2013 arbeitete Damulevičius als Verwaltungsdirektor der Stadtgemeinde Šiauliai. Er war Mitglied der Partei Tėvynės sąjunga.
Damulevičius ist verheiratet und hat zwei Kinder.